# IrfanView
IrfanView é um popular visualizador de imagens para Microsoft Windows com recursos de edição básica e conversão entre dezenas de formatos de imagens, além de compatibilidade com uma variedade de formatos arquivos de áudio e vídeo por meio de plugins disponíveis no site oficial. Diferente de programas como o Photoshop e GIMP, o IrfanView não possui recursos de criação e desenho avançados, sendo desenvolvido principalmente como um visualizador.
O nome do programa é uma referência ao seu criador, Irfan Skiljan, natural da Bósnia e Herzegovina, e é pronunciado /iːr.fæn.vjuː/ . IrfanView é compatível com as principais versões modernas do Microsoft Windows (basicamente todas após a versão Windows 95). E entre seus formatos de arquivos suportados destacam-se: BMP, GIF, JPEG, PNG, TIFF além de arquivos de multimídia e texto como Adobe Flash, Ogg Vorbis, MPEG e MP3.
O programa é um verdadeiro canivete suíço de edição de imagens.

## Recursos
O programa é rápido e leve: a versão 4.10 ocupa menos de 1MB em disco (com todos os plugins instalados pode chegar a 9 MB). Além de converter imagens, o IrfanView é capaz de criar screensavers a partir de coleções de imagens, que podem ser utilizados até mesmo em computadores que não possuem o programa instalado. Outra função é a criação de ícones por meio da conversão de arquivos de imagens para o formato ICO.
Entre as funções de edição disponibilizadas pelo programa estão o recorte, rotacionamento e redimensionamento de imagens, captura de imagens por meio de scanners com a função TWAIN, ajuste de cores, brilho, contraste, etc. Algumas dessas mudanças podem ser aplicadas em várias imagens simultaneamente por meio da função batch processing (processamento em massa/lote).
O módulo de plugins extras, que pode ser instalado à parte, além de ampliar a gama de compatibilidade de arquivos com o IrfanView, oferece outros recursos de edição e manuseio de imagens, tais como envio por email, criação de apresentações em arquivos executáveis (formato .EXE) ou protetores de tela (.SCR), OCR, dentre outros.